# Coupe de la Ligue française féminine de water-polo 2015-2016
Cet article traite de l'épreuve féminine. Pour la compétition masculine, voir Coupe de la Ligue française de water-polo masculin 2015-2016.
Navigation
Coupe de la Ligue 2014-2015 Coupe de la Ligue 2016-2017
La Coupe de la Ligue de water-polo 2015-2016 est la 3e édition de la Coupe de la Ligue de water-polo française, organisée par la Ligue promotionnelle de water-polo. Le Lille Métropole Water-Polo, seul vainqueur en gagnant les deux premières éditions, va chercher à garder son titre,. 
Pour la première fois, la finale de la Coupe de la Ligue sera diffusée en live sur Dailymotion et sur le site officiel de la LPWP. Compétition phare du water-polo féminin français, la Coupe de la Ligue est le rassemblement du plus haut niveau français. La Ligue Promotionnelle de Water-Polo a donc logiquement décidé de s'appuyer sur cet évènement pour promouvoir le water-polo féminin. Cette promotion passe par l'organisation d'évènement populaire mais aussi par l'accès du grand public a du contenu.

## Modalités
Les quatre équipes les mieux classées, à la mi-saison de Pro A, sont qualifiées pour la Coupe de la Ligue qui se dispute au Centre Aquatique Atlantys de Saint-Jean d'Angély le 28 au 29 novembre 2015,,. Le 1er du classement de Pro A à l'issue des matchs aller rencontrent le 4e, le 2e rencontre le 3e.

## Phase finale
|  | Phase finale                   | Phase finale               |              |    | 1e place                | 1e place                |
|  | Phase finale                   | Phase finale               |              |    | 1e place                | 1e place                |
|  |                                |                            |              |    |                         |                         |
|  | 28 novembre 2015, 16h30        | 28 novembre 2015, 16h30    |              |    | 28 novembre 2015, 09h30 | 28 novembre 2015, 09h30 |
|  | 28 novembre 2015, 16h30        | 28 novembre 2015, 16h30    |              |    | 28 novembre 2015, 09h30 | 28 novembre 2015, 09h30 |
|  | (2) USB Bordeaux               | 6                          |              |    | 28 novembre 2015, 09h30 | 28 novembre 2015, 09h30 |
|  | (2) USB Bordeaux               | 6                          |              |    | 28 novembre 2015, 09h30 | 28 novembre 2015, 09h30 |
|  | (3) Olympic Nice Natation      | 5                          |              |    | 28 novembre 2015, 09h30 | 28 novembre 2015, 09h30 |
|  | (3) Olympic Nice Natation      | 5                          | USB Bordeaux | 5  |                         |                         |
|  | 28 novembre 2015, 20h00        |                            | USB Bordeaux | 5  |                         |                         |
|  |                                | Lille Métropole Water-Polo | 14           |    |                         |                         |
|  | (1) Lille Métropole Water-Polo | Lille Métropole Water-Polo | 14           | 11 |                         |                         |
|  | (1) Lille Métropole Water-Polo |                            |              | 11 |                         |                         |
|  | (4) NC Saint-Jean d'Angély     | 5                          |              |    |                         |                         |
|  | (4) NC Saint-Jean d'Angély     | 5                          | 3e place     |    |                         |                         |
|  |                                |                            |              |    |                         |                         |
|  | 28 novembre 2015, 11h30        |                            |              |    |                         |                         |
|  |                                |                            |              |    |                         |                         |
|  | Olympic Nice Natation          | 9                          |              |    |                         |                         |
|  | Olympic Nice Natation          | 9                          |              |    |                         |                         |
|  | NC Saint-Jean d'Angély         | 6                          |              |    |                         |                         |
|  | NC Saint-Jean d'Angély         | 6                          |              |    |                         |                         |

## Classement
| Rang                       | Équipe                     |
| -------------------------- | -------------------------- |
| Médaille d'or, Europe      | Lille Métropole Water-Polo |
| Médaille d'argent, Europe  | USB Bordeaux               |
| Médaille de bronze, Europe | Olympic Nice Natation      |
| 4                          | NC Saint-Jean d'Angély     |